# Antépiphore
L'antépiphore (substantif féminin), du latin ante (« avant ») et phorê (« porter ensuite »), est une figure de style qui consiste en une répétition d'un  même groupe de mots (ou d'un même vers) au début et à la fin d'un paragraphe (ou d'une strophe). Très proche de l'épanadiplose, de l'anaphore et de l'épiphore dont elle est une variante, elle permet de créer un effet de circularité du discours ou de mettre en valeur des mots choisis.

## Exemples
« Peut-on illuminer un ciel bourbeux et noir ?

Peut-on déchirer des ténèbres

Plus denses que la poix, sans matin et sans soir

Sans astres, sans éclairs funèbres ?

Peut-on illuminer un ciel bourbeux et noir ? »

— Charles Baudelaire, LIV. — L’Irréparable dans Les Fleurs du mal

« Le mal dont les hommes sont responsables est en fin de compte le vrai visage du mal »

— Jean-Claude Barreau

« Rien n'obscurcira la beauté de ce monde.

Les pleurs peuvent inonder toute la vision. La souffrance

Peut enfoncer ses griffes dans ma gorge. Le regret,

L'amertume peuvent élever leurs murailles de cendre,

La lâcheté, la haine peuvent étendre leur nuit,

Rien n'obscurcira la beauté de ce monde. »

— Ilarie Voronca — Beauté de ce monde in Mais rien n'obscurcira la beauté de ce monde

## Définition

### Définition linguistique
L'antépiphore ressemble beaucoup à l'épanadiplose excepté qu'elle reproduit plusieurs mots ou un syntagme entier alors que l'épanadiplose ne reproduit qu'un mot. Elle consiste en la combinaison d'un phénomène d'épanaphore et d'épiphore, sous la forme d'un unique encadrement par un même texte (éventuellement réduit à très peu de mots) de tout le discours. Il peut arriver que le mot apparaisse au début d'une phrase et à la fin de la phrase suivante :

« Pourtant, à deux pas de sa chaise, il se figea tel un chien d'arrêt: son père était là... Il venait de sentir l'odeur unique du tabac que fumait son père »

— Gilbert Cesbron
Néanmoins l'antépiphore concerne surtout le retour d'un même vers en début et fin de strophe ou de poème (voir l'exemple de Baudelaire) :

« Que vous disent les vieilles rues

Des vieilles cités?...

Parmi les poussières accrues

De leurs vétustés

Rêvant de choses disparues

Que vous disent les vieilles rues? »

— Emile Nelligan, Les Vieilles Rues dans Eaux-Fortes Funéraires

### Définition stylistique
L'antépiphore permet de donner une impression de clôture du discours, ne permettant pas la contestation. Elle permet aussi d'attirer l'attention par des mots mis en valeur en début et fin de phrase ou de vers voire de strophe. En poésie lyrique, elle peut aider à exprimer une passion ou une obsession (répétition de mots lugubres par exemple).

## Historique de la notion
Charles Baudelaire utilise beaucoup les ressources de l'antépistrophe, dans ses quintils notamment : Le Balcon, Réversibilité, Lesbos, L'irréparable ou encore Moesta et errabunda. Mais on peut signaler aussi les poètes Marceline Desbordes-Valmore dans les poèmes La reconnaissance (dans son recueil Romances) ou "Le Crieur de nuit" (Les Pleurs) et Leconte de Lisle dans La chanson du rouet.

### Figures proches
- Figure "mère": répétition stylistique
- Figures "filles":  aucune

- Paronymes: anaphore, épiphore
- Synonymes: épanadiplose